# Medalla Hughes

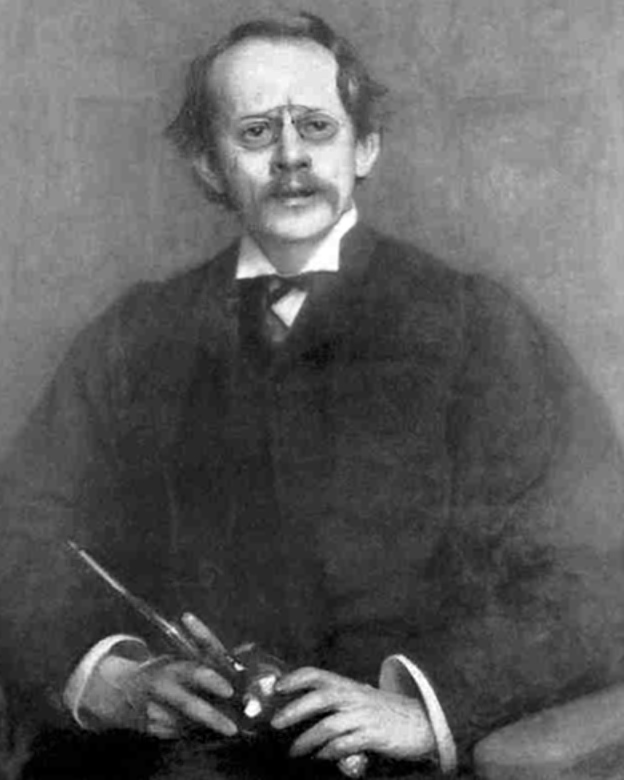
J. J. Thomson, el primer distinguido con la medalla en 1902.

La Medalla Hughes (del inglés: Hughes Medal) es una de las varias medallas otorgadas por la Real Sociedad de Londres, la principal Academia de ciencia inglesa, a una personalidad científica «en reconocimiento a un descubrimiento original en las ciencias físicas, en particular electricidad y magnetismo o sus aplicaciones». Nombrada en reconocimiento de David Edward Hughes, inventor del micrófono, la medalla se concede con una recompensa de £1000. La medalla fue entregada por primera vez en 1902 a J.J. Thomson, descubridor del electrón, «por sus numerosas contribuciones a la ciencia eléctrica, especialmente en referencia a los fenómenos de la descarga eléctrica en los gases», y desde entonces ha sido concedida 105 veces. El único año en el que la medalla no fue concedida fue 1924, sin que la Real Sociedad diese razón alguna. A diferencia de otras medallas de la Real Sociedad, la Medalla Hughes nunca ha sido adjudicado a la misma persona más de una vez. La galardonada más reciente, en 2024, fue Linda Nazar,  «por sus transcendentales contribuciones al campo de la electroquímica del estado sólido y al almacenamiento electroquímico de energía».
La medalla ha sido concedida en cuatro ocasiones a más de una persona: en 1938, a John Cockcroft y Ernest Walton «por su descubrimiento de que los núcleos podrían ser desintegrados por partículas bombardeantes producidas artificialmente»; en 1981, a Peter Higgs y Tom W. B. Kibble «por sus contribuciones internacionales sobre la ruptura espontánea de simetrías fundamentales en la teoría de las partículas elementales»; en 1982, a Drummond Matthews y Frederick Vine «por su esclarecimiento de las propiedades magnéticas de los fondos oceánicos, que posteriormente dieron lugar a la hipótesis de la placa tectónica», y en 1988, a Archibald Howie y M.J. Whelan «por sus contribuciones a la teoría de la difracción de electrones y microscopía, y sus aplicaciones al estudio de los defectos reticulares en los cristales».
Está hecha de plata dorada, y se entrega desde 1902, empezando por el eminente físico atomista J.J. Thomson, descubridor del electrón. Otros notables galardonados que han ganado la medalla han sido Alexander Graham Bell (1913), Hans Geiger (1929), Enrico Fermi (1942) y Stephen Hawking (1976).

## Lista de galardonados con la Medalla Hughes
| Año  | Galardonado(s)                   | Nacionalidad           | Razón de la concesión | Nobel (año)       | Otros premios |
| ---- | -------------------------------- | ---------------------- | --- | ----------------- | --- |
| 1902 | Joseph John Thomson              | Reino Unido            | «por sus numerosas contribuciones a la ciencia eléctrica, especialmente a los fenómenos de descarga eléctrica en gases». | (F, 1906)         | |
| 1903 | Johann Wilhelm Hittorf           | Alemania               | «por sus continuadas investigaciones experimentales sobre la descarga eléctrica en líquidos y gases». |                   | |
| 1904 | Joseph Swan                      | Reino Unido            | «por su invención de la lámpara incandescente, y otros inventos y mejoras en las aplicaciones prácticas de la electricidad». |                   | |
| 1905 | Augusto Righi                    | Italia                 | «por su investigación experimental en ciencia eléctrica, incluyendo las vibraciones eléctricas». |                   | |
| 1906 | Hertha Ayrton                    | Inglaterra             | «por su investigación experimental del arco eléctrico, y de ondas en la arena». |                   | |
| 1907 | Ernest Howard Griffiths          | Gales                  | «por sus contribuciones en la exactitud de las mediciones físicas». |                   | |
| 1908 | Eugen Goldstein                  | Alemania               | «por sus descubrimientos sobre la naturaleza de la descarga eléctrica en gases enrarecidos». |                   | |
| 1909 | Richard Glazebrook               | Inglaterra             | «por sus investigaciones sobre los estándadres eléctricos». |                   | |
| 1910 | John Ambrose Fleming             | Inglaterra             | «por sus investigaciones en electricidad y las mediciones eléctricas». |                   | |
| 1911 | Charles Wilson                   | Escocia                | «por su trabajo en los núcleos de polvo en el aire libre, y su trabajo sobre los iones en los gases y la electricidad atmosférica». |                   | |
| 1912 | William Duddell                  | Reino Unido            | «por sus investigaciones en la electricidad técnica». |                   | |
| 1913 | Alexander Graham Bell            | Escocia                | «por su participación en la invención del teléfono, y más especialmente la construcción del receptor de teléfono». |                   | |
| 1914 | John Sealy Townsend              | Irlanda                | «por sus investigaciones sobre la inducción eléctrica en los gases». |                   | |
| 1915 | Paul Langevin                    | Francia                | «por sus importantes contribuciones a, y la posición preeminente en, la ciencia eléctrica». |                   | |
| 1916 | Elihu Thomson                    | Inglaterra             | «por sus investigaciones en electricidad experimental». |                   | |
| 1917 | Charles Barkla                   | Reino Unido            | «por sus investigaciones en relación con la radiación de rayos X». |                   | |
| 1918 | Irving Langmuir                  | Estados Unidos         | «por sus investigaciones en física molecular». | (Q, 1932)         | - |
| 1919 | Charles Chree                    | Reino Unido            | «por sus investigaciones en el magnetismo terrestre». |                   | |
| 1920 | Owen Richardson                  | Reino Unido            | «por su trabajo en física experimental, y especialmente termiónica». | (F, 1928)         | - |
| 1921 | Niels Bohr                       | Dinamarca              | «por su investigación en física teórica». | (F, 1922)         | - |
| 1922 | Francis William Aston            | Reino Unido            | «por su descubrimiento de los isótopos de un gran número de elementos por el método de los rayos positivos». | (Q, 1922)         | Medalla Royal (1938) |
| 1923 | Robert Millikan                  | Estados Unidos         | «por su determinación de la carga del electrón y de otras constantes físicas». | (F, 1923)         | |
| 1924 | No concedida                     | —                      | — | —                 | — |
| 1925 | Frank Edward Smith               | Reino Unido            | «por su determinación de unidades eléctricas fundamentales e investigaciones en electricidad técnica». |                   | |
| 1926 | Henry Jackson                    | Reino Unido            | «por su trabajo pionero en investigaciones científicas de la radiotelegrafía y su aplicación a la navegación». |                   | |
| 1927 | William Coolidge                 | Estados Unidos         | «por su trabajo sobre los rayos X y el desarrollo de un aparato altamente eficiente para su producción». |                   | |
| 1928 | Maurice de Broglie               | Francia                | «por su trabajo sobre los espectros de rayos X». |                   | |
| 1929 | Hans Geiger                      | Alemania               | «por su invención y desarrollo de métodos de conteo de partículas alfa y beta». |                   | |
| 1930 | Chandrasekhara Venkata Raman     | India                  | «por sus estudios sobre la anormal dispersión de la luz». | (F, 1930)         | - |
| 1931 | William Lawrence Bragg           | Australia              | «por su trabajo pionero en la elucidación de la estructura cristalina mediante análisis de rayos X». | (F, 1915)         | Medalla Royal (1946) Medalla Copley (1966) |
| 1932 | James Chadwick                   | Inglaterra             | «por sus estudios sobre la anormal dispersión de la luz». | (F, 1935)         | - |
| 1933 | Edward Victor Appleton           | Inglaterra             | «por sus investigaciones sobre el efecto de la capa de Heaviside en la transmisión de señales inalámbricas». | (F, 1947)         | Medalla Royal (1950) Medalla de honor IEEE (1962) |
| 1934 | Manne Siegbahn                   | Suecia                 | «por su trabajo como físico y técnico en rayos X de onda larga». | (F, 1924)         | Medalla Rumford (1940) |
| 1935 | Clinton Davisson                 | Estados Unidos         | «por su investigación que llevo al descubrimiento de la existencia física de las ondas de electrones a través de continuadas investigaciones sobre la reflexión de los electrones de planos de cristal de níquel y otros metales». | (F, 1937)         | |
| 1936 | Walter H. Schottky               | Alemania               | «por su descubrimiento del efecto Schrot en la emisión termoiónica y su invención del tetrodo de pantalla de red y de un método superheterodino de recibir señales inalámbricas». |                   | Anillo Werner von Siemens (1964) |
| 1937 | Ernest Lawrence                  | Estados Unidos         | «por su trabajo en el desarrollo del ciclotrón y sus aplicaciones a las investigaciones de la desintegración nuclear». | (F, 1939)         | |
| 1938 | John Cockcroft Ernest Walton     | Inglaterra Irlanda     | «por su descubrimiento de que los núcleos pueden ser desintegrados por partículas producidas artificialmente que los bombardean». | (F, 1951) (ambos) | Medalla Royal (Cok) (1954) |
| 1939 | George Paget Thomson             | Inglaterra             | «por su importante descubrimiento en conexión con la difracción de electrones por la materia». | (F, 1937)         | Medalla Royal (1949) |
| 1940 | Arthur Compton                   | Estados Unidos         | «por su descubrimiento del efecto Compton; y por su trabajo sobre los rayos cósmicos». | (F, 1927)         | |
| 1941 | Nevill Mott                      | Inglaterra             | «por su fértil aplicación de los principios de la teoría cuántica de muchas ramas de la física, especialmente en los campos de la teoría nuclear y de la colisión, en la teoría de los metales y en la teoría de las emulsiones fotográficas». | (F, 1977)         | Medalla Copley (1972) |
| 1942 | Enrico Fermi                     | Italia                 | «por sus destacadas contribuciones al conocimiento de la estructura eléctrica de la materia, su trabajo en la teoría cuántica, y sus estudios experimentales del neutrón». | (F, 1938)         | Medalla Max Planck (1954) |
| 1943 | Marcus Oliphant                  | Australia              | «por su destacada labor en física nuclear y el dominio de métodos de generación y aplicación de altos potenciales». |                   | |
| 1944 | George Finch                     | Australia              | «por sus contribuciones fundamentales para el estudio de la estructura y propiedades de las superficies, y por su importante labor en la ignición eléctrica de los gases». |                   | |
| 1945 | Basil Schonland                  | Sudáfrica              | «por su trabajo sobre la electricidad atmosférica y otras investigaciones físicas». |                   | |
| 1946 | John Randall                     | Reino Unido            | «por sus distinguidas investigaciones sobre materiales fluorescentes y en la producción de radiación electromagnética de alta frecuencia». | —                 | |
| 1947 | Frédéric Joliot-Curie            | Francia                | «por sus distinguidas contribuciones a la física nuclear, particularmente el descubrimiento de la radiactividad artificial y de la emisión de neutrones en el proceso de fisión». | (Q, 1935)         | |
| 1948 | Robert Watson-Watt               | Escocia                | «por sus contribuciones distinguidas a la física de la atmósfera y en el desarrollo del radar». |                   | |
| 1949 | Cecil Powell                     | Reino Unido            | «por su destacado trabajo en la fotografía de rastros de partículas, y en relación con el descubrimiento de los mesones y su transformación». | (F, 1950)         | Medalla Max Planck (1948) |
| 1950 | Max Born                         | Alemania               | «por sus contribuciones a la física teórica, en general, y al desarrollo de la mecánica cuántica, en particular». | (F, 1954)         | - |
| 1951 | Hendrik Kramers                  | Países Bajos           | «por su destacada labor en la teoría cuántica, en particular su aplicación a las propiedades ópticas y magnéticas de la materia». |                   | Medalla Lorentz (1947) |
| 1952 | Philip Dee                       | Reino Unido            | «por sus distinguidos estudios sobre la desintegración de los núcleos atómicos, en particular aquellos que utilizan la técnica de la cámara de Wilson». | —                 | |
| 1953 | Edward Bullard                   | Inglaterra             | «por sus importantes contribuciones al desarrollo, tanto teórica como experimental, de la física de la Tierra». |                   | Gold Medal of the Royal Astronomical Society (1965) |
| 1954 | Martin Ryle                      | Inglaterra             | «por sus investigaciones experimentales distinguidos y originales de radioastronomía». | (F, 1974)         | Medalla de oro de la Real Sociedad Astronómica (1964) Medalla Royal (1973) Medalla Bruce (1974) |
| 1955 | Harrie Massey                    | Australia              | «por sus distinguidas contribuciones a la física atómica y molecular, en particular en lo que se refiere a las colisiones que involucran la producción y recombinación de iones». | —                 | |
| 1956 | Frederick Lindemann              | Inglaterra             | «por su destacada labor en muchos campos: la fórmula del punto de fusión y la teoría de los calores específicos; la ionización de las estrellas; meteoros y la inversión de temperatura en la estratosfera». |                   | |
| 1957 | Joseph Proudman                  | Inglaterra             | «por su destacada labor en la oceanografía dinámica». |                   | |
| 1958 | Edward da Costa Andrade          | Inglaterra             | «por sus contribuciones distinguidas a muchas ramas de la física clásica». | —                 | |
| 1959 | Brian Pippard                    | Reino Unido            | «por sus contribuciones distinguidas en el campo de la física de bajas temperaturas». | —                 | |
| 1960 | Joseph Pawsey                    | Australia              | «por sus contribuciones distinguidas a la astronomía de radio tanto en el estudio de la energía solar como en la emisión de rayos cósmicos». | —                 | |
| 1961 | Alan Cottrell                    | Inglaterra             | «por su destacada labor en las propiedades físicas de los metales, en particular en relación a la deformación mecánica y los efectos de la irradiación». |                   | |
| 1962 | Brebis Bleaney                   | Reino Unido            | «por sus distinguidos estudios de los fenómenos eléctricos y magnéticos y su correlación con propiedades atómicas y moleculares». |                   | |
| 1963 | Frederic Williams                | Inglaterra             | «por su destacada labor en las primeras computadoras». | —                 | |
| 1964 | Abdus Salam                      | Pakistán               | «por sus contribuciones distinguidas a la mecánica cuántica y a la teoría de las partículas fundamentales». | (F, 1979)         | Medalla Royal (1978) Medalla Lomonósov (1983) Medalla Copley (1990) |
| 1965 | Denys Wilkinson                  | Reino Unido            | «por su distinguida investigación experimental y teórica en la estructura nuclear y la física de altas energías». | —                 | |
| 1966 | Nicholas Kemmer                  | Reino Unido            | «por sus numerosos e importantes descubrimientos en física nuclear teórica». |                   | Medalla Max Planck (1983) |
| 1967 | Kurt Mendelssohn                 | Alemania · Reino Unido | «por sus contribuciones distinguidas en criofísica, especialmente sus descubrimientos en la superconductividad y la superfluidez». |                   | |
| 1968 | Freeman Dyson                    | Inglaterra             | «por su destacada labor fundamental en la física teórica, y sobre todo en la electrodinámica cuántica». |                   | Medalla Max Planck (1969) Premio Wolf en Física (1981) Premio Templeton (2000) |
| 1969 | Nicholas Kurti                   | Hungría                | «por su destacada labor en física de bajas temperaturas y en termodinámica». |                   | |
| 1970 | David Bates                      | Irlanda                | «por sus distinguidas contribuciones a la física teórica atómica y molecular y sus aplicaciones a la física atmosférica, la física del plasma y la astrofísica». |                   | |
| 1971 | Robert Hanbury Brown             | Reino Unido            | «por su destacada labor en el desarrollo de una nueva forma de interferometría estelar, que culminó en sus observaciones de alfa virginis». |                   | |
| 1972 | Brian David Josephson            | Gales                  | «particularmente por su descubrimiento de las notables propiedades de las uniones entre los materiales superconductores». | (F, 1973)         | Medalla y Premio Faraday (1972) Medalla Elliott Cresson (1972) Premio Holweck (1973) |
| 1973 | Peter Hirsch                     | Reino Unido            | «por sus distinguidas contribuciones al desarrollo de la técnica de película delgada del microscopio electrónico para el estudio de defectos cristalinos y su aplicación a una amplia gama de problemas en la ciencia de materiales y la metalurgia». |                   | Medalla Franklin J. Clamer (1970) Premio Wolf en Física (1983/4) Medalla de Oro Lomonosov (2005) |
| 1974 | Peter Fowler                     | Reino Unido            | «por sus destacadas contribuciones a los rayos cósmicos y a la física de partículas elementales». |                   | |
| 1975 | Richard Dalitz                   | Australia              | «por sus distinguidas contribuciones a la teoría de las partículas básicas de la materia». |                   | |
| 1976 | Stephen Hawking                  | Inglaterra             | «por sus distinguidas contribuciones a la aplicación de la relatividad general a la astrofísica, especialmente al comportamiento de la materia altamente condensada». |                   | Medalla Eddington (1975) Medalla Albert Einstein (1979) Premio Wolf en Física (1988) Medalla Copley (2006) Premio Especial de Física Fundamental (2012)                                                                              |
| 1977 | Antony Hewish                    | Inglaterra             | «por sus destacadas contribuciones a la radioastronomía, incluyendo el descubrimiento e identificación de los púlsares». | (F, 1974)         | Medalla Eddington (1969) |
| 1978 | William Cochran                  | Escocia                | "for his pioneering contributions to the science of X-ray crystallography, in which his work has made a profound impact on its development and application, and for his original contributions to lattice dynamics and its relation to phase transitions, which stimulated a new and fruitful field of results". |                   | |
| 1979 | Robert Joseph Paton Williams     | Inglaterra             | "for his distinguished studies of the conformations of computer molecules in solution by the use of nuclear magnetic resonance". |                   | |
| 1980 | Francis Farley                   | Reino Unido            | "for his ultra-precise measurements of the muon magnetic moment, a severe test of quantum electrodynamics and of the nature of the muon" | —                 | |
| 1981 | Peter Higgs Tom Kibble           | Reino Unido            | «por sus contribuciones internacionales sobre la ruptura espontánea de simetrías fundamentales en la teoría de las partículas elementales». | (F, 2013) (Higgs) | Medalla y Premio Rutherford (ambos, 1984) Medalla y Premio Faraday (Kibble, 1993) Medalla y Premio Paul Dirac (Higgs, 1997) Sociedad Europea de Física (Higgs,1997) Premio Wolf en Física (Higgs, 2004) Premio Sakurai (ambos, 2010) |
| 1982 | Drummond Matthews Frederick Vine | Reino Unido            | «por su esclarecimiento de las propiedades magnéticas de los fondos oceánicos, que posteriormente dieron lugar a la hipótesis de la placa tectónica». |                   | Medalla Wollaston (1989) |
| 1983 | John Ward                        | Reino Unido            | "for his highly influential and original contributions to quantum field theory, particularly the Ward identity and the Salam-Ward theory of weak interactions". |                   | |
| 1984 | Roy Kerr                         | Nueva Zelanda          | «por su destacada labor en la relatividad, especialmente por su descubrimiento del llamado agujero negro de Kerr, que ha sido muy influyente». |                   | Medalla Hector (1982) Medalla Rutherford (1993) Medalla Albert Einstein (2013) |
| 1985 | Tony Skyrme                      | Reino Unido            | "for his contributions to theoretical particle and nuclear physics, and his discovery that particle-like entities simulating the properties of baryons can occur in non-linear meson field theories" | —                 | |
| 1986 | Michael Woolfson                 | Reino Unido            | "for the creation of algorithms including MULTAN and SAYTAN which are used world-wide to solve the majority of reported crystal structures" | —                 | |
| 1987 | Michael Pepper                   | Reino Unido            | "for his many important experimental investigations into the fundamental properties of semiconductors especially low-dimensional systems, where he has elucidated some of their unusual properties like electron localization and the Quantum Hall effects" | —                 | |
| 1988 | Archibald Howie M.J. Whelan      | Reino Unido            | "for their contributions to the theory of electron diffraction and microscopy, and its application to the study of lattice defects in crystals" | —                 | |
| 1989 | John Stewart Bell                | Irlanda del Norte      | "for his outstanding contributions to our understanding of the structure and interpretation of quantum theory, in particular demonstrating the unique nature of its predictions". |                   | |
| 1990 | Thomas George Cowling            | Inglaterra             | "for his fundamental contributions to theoretical astrophysics including seminal theoretical studies of the role of electromagnetic induction in cosmic systems". |                   | |
| 1991 | Philip Moon                      | Reino Unido            | "for his contributions in three main areas of science — nuclear physics, the discovery of gamma-ray resonances, and the use of colliding molecular beams to study chemical reactions". |                   | |
| 1992 | Michael Seaton                   | Reino Unido            | "for his theoretical research in atomic physics and leadership of the Opacity Project" | [ 79 ]            | |
| 1993 | George Isaak                     | Australia              | "for his pioneering use of resonant scattering techniques to make extremely precise measures of Doppler velocity shifts in the solar photosphere". |                   | |
| 1994 | Robert G. Chambers               | Reino Unido            | "for his many contributions to solid-state physics, in particular his ingenious and technically demanding experiment which verified the Ahoronov-Bohm effect concerning the behaviour of charged particles in magnetic fields" | —                 | |
| 1995 | David Shoenberg                  | Reino Unido            | "for his work on the electronic structure of solids, in particular by exploiting low temperature techniques, particularly the De Haas Van Alphen effect, defining the Fermi surface of many metals" | —                 | |
| 1996 | Amyand Buckingham                | Australia              | "for his contributions to chemical physics, in particular to long-range intermolecular forces, non-linear optics, problems related to the polarizability of the helium atom, the interpretation of NMR spectra, and the applications of ab initio computations". |                   | |
| 1997 | Andrew Lang                      | Reino Unido            | "for his fundamental work on X-ray diffraction physics and for his developments of the techniques of X-ray topography, in particular in studying defects in crystal structures". |                   | |
| 1998 | Raymond Hide                     | Reino Unido            | "for his distinguished experimental and theoretical investigations of the hydrodynamics of rotating fluids and the application of such basic studies to the understanding of motions in the atmosphere and interiors of the major planets". |                   | |
| 1999 | Alexander Boksenberg             | Reino Unido            | "for his landmark discoveries concerning the nature of active galactic nuclei, the physics of the intergalactic medium and of the interstellar gas in primordial galaxies. He is noted also for his exceptional contributions to the development of astronomical instrumentation including the Image Photon Counting System, a revolutionary electronic area detector for the detection of faint sources, which gave a major impetus to optical astronomy in the United Kingdom". |                   | |
| 2000 | Chintamani Rao                   | India                  | "for his contributions to the field of materials chemistry, in particular, in relation to studies of the electronic and magnetic properties of transition metal oxides and high temperature superconductors. His work has been an inspiration to a generation of Indian scientists". |                   | |
| 2001 | John Pethica                     | Reino Unido            | "for his contributions to the field of nanometre and atomic scale mechanics. He invented and developed the technique of nanoindentation thereby revolutionising the mechanical characterisation of ultra-small volumes of materials. This has had a major influence on those industries concerned with thin film and coating technologies". |                   | |
| 2002 | Alexander Dalgarno               | Reino Unido            | "for his contributions to the theory of atomic and molecular process, and in particular its application to astrophysics. His studies of energy depositions provide the key to understanding emissions from terrestrial aurorae, planetary atmospheres and comets" |                   | |
| 2003 | Peter Edwards                    | Reino Unido            | "for his distinguished work as a solid state chemist. He has made seminal contributions to fields including superconductivity and the behaviour of metal nanoparticles, and has greatly advanced our understanding of the phenomenology of the metal-insulator transition". |                   | |
| 2004 | John Clarke                      | Inglaterra             | "for his outstanding research, leading the world in the invention, building and development of innovative new Superconducting QUantum Interference Devices (SQUID), in their theory and in their application to a plethora of fundamental problems and their investigative tools" |                   | |
| 2005 | Keith Moffatt                    | Escocia                | "for his contributions to the understanding of magnetohydrodynamics, especially to the mechanisms determining how magnetic fields can develop from a low background level to substantial amplitude". |                   | |
| 2006 | Michael Kelly                    | Nueva Zelanda          | "for his work in the fundamental physics of electron transport and the creation of practical electronic devices which can be deployed in advanced systems" | —                 | |
| 2007 | Artur Ekert                      | Polonia                | "for his pioneering work on quantum cryptography and his many important contributions to the theory of quantum computation and other branches of quantum physics". |                   | |
| 2008 | Michele Dougherty                | Reino Unido            | «por el uso innovador de los datos de campo magnético que condujo al descubrimiento de una atmósfera alrededor de una de las lunas de Saturno y la forma en que revolucionó nuestra visión del papel de las lunas planetarias en el Sistema Solar». |                   | |
| 2010 | Andre Geim                       | Rusia                  | «por su descubrimiento revolucionario del grafeno, y la elucidación de sus notables propiedades». | (F, 2010)         | |
| 2011 | Matthew Rosseinsky               | Reino Unido            | "por sus influyentes descubrimientos en química sintética de materiales electrónicos en estado sólido y nuevas estructuras microporosas." |                   | |
| 2013 | Henning Sirringhaus              | Reino Unido            | «por su desarrollo pionero de la inyección de tinta de los procesos de impresión para dispositivos semiconductores orgánicos y la espectacular mejora de su funcionamiento y eficiencia». |                   | |
| 2015 | George Efstathiou                | Reino Unido            | "for many outstanding contributions to our understanding of the early Universe, in particular his pioneering computer simulations, observations of galaxy clustering and studies of the fluctuations in the cosmic microwave background." |                   | |
| 2017 | Peter Bruce                      | Escocia                | «por su distinguido trabajo en el esclarecimiento de la química fundamental en la que se basa el almacenamiento de energía». |                   | |
| 2018 | James Durrant                    | Reino Unido            | «for his distinguished photochemical studies for the design solar energy devices, particularly by transient spectroscopic studies of dye sensitized solar cells and of photoelectrochemical water splitting». |                   | |
| 2019 | Andrew Cooper                    | Reino Unido            | «por el diseño y la síntesis de nuevos materiales orgánicos con aplicaciones en el almacenamiento de energía, la producción de energía y en separaciones energéticamente eficientes». |                   | |
| 2020 | Clare Grey                       | Reino Unido            | «por su trabajo pionero en el desarrollo y aplicación de nuevos métodos de caracterización para conocer los fundamentos del funcionamiento de baterías, supercapacitores y pilas de combustible». |                   | |
| 2021 | John Irvine                      | --                     | «for the introduction of new concepts in Energy Materials science, including novel ionic conductors, electrodes for solid oxide fuel cells, alternative batteries and emergent nanomaterials». |                   | |
| 2022 | Saiful Islam                     | Reino Unido            | «for outstanding contributions to the deeper understanding of atomistic processes in new materials for use in energy applications, especially those related to lithium batteries and perovskite solar cells». |                   | |
| 2023 | Erwin Reisner                    | Austria                | «for pioneering new concepts and solar technologies for the production of sustainable fuels and chemicals from carbon dioxide, biomass and plastic waste». |                   | |
| 2024 | Linda Nazar                      | Canadá                 | «por sus transcendentales contribuciones al campo de la electroquímica del estado sólido y al almacenamiento electroquímico de energía». |                   | |